# Diego Andrés Corredor
Diego Andrés Corredor Hurtado (Tunja, Boyacá, Colombia; 30 de junio de 1981), más conocido como Diego Corredor, es  un exfutbolista y director técnico colombiano. Actualmente, dirige al Atlético Huila de la Categoría Primera A de Colombia.

## Vida familiar
Su padre es el entrenador Luis Arturo Corredor quien desde hace más 3 décadas dirige a la Selección de fútbol de Boyacá en distintas categorías.
Es primo del locutor deportivo Oscar "Monolao" Corredor quien desde 2012 hace parte de la emisora RadioActiva Bogotá narrando todos los partidos en los que Millonarios juega como local.

## Trayectoria

### Como jugador
Debutó como jugador profesional en el año 1999 al servicio del  Deportes Tolima quien compró sus derechos deportivos un año atrás por la cifra de $COP 15 millones de pesos  En su estadía juega 49 partidos y anota un gol.
Se mantuvo en el onceno pijao hasta 2003 donde pasaría en calidad de cesión al Atlético Huila donde no juega ningún encuentro.
En 2004 regresa a su natal Tunja y allí ficha con el Patriotas Boyacá donde juega durante 7 temporadas hasta 2011. Da por terminada su carrera con el ascenso a primera división del club boyacense.
Pese a jugar durante 12 años y ser catalogado como un jugador talentoso su carrera no fue del todo buena ya que estuvo truncada por causa de una grave lesión en la rodilla desde que jugaba para el Deportes Tolima.

### Como entrenador

#### Patriotas Boyacá
A su retiro Corredor ya se había graduado de la universidad siendo licenciado en Educación Física y los directivos del Patriotas Boyacá deciden dejarlo a cargo de las divisiones menores del club donde estuvo por dos temporadas 2012-2013. Paralelamente en el torneo finalización 2013 fue el asistente técnico del uruguayo Julio Comesaña.
Para el año 2014 el nuevo entrenador del club Harold Rivera decide que Corredor continúe en el cargo, la buena dupla técnica se hizo notar y el club boyacense empezó a escalar peldaños en la primera división con destacadas actuaciones de igual forma en la Copa Colombia. A mediados de abril de 2014 Rivera decide tomar una licencia por motivos personales dejándolo encargado del club profesional.
Corredor dirigió un total de 10 partidos con un saldo a favorable de 6 victorias, 3 empates y una derrota. Al regreso de Rivera, Corredor decide no continuar en el club y en su reemplazo llega Gonzalo 'Chalo' Martínez.
En diciembre de 2016 regresa al ser confirmado como nuevo entrenador en propiedad, del Patriotas Boyacá tras la salida al Atlético Bucaramanga de Harold Rivera.
En octubre de 2019 se comunica que Corredor renuncia a la dirección técnica de Patriotas con motivo de una especialización que realizará en Europa, sin embargo continuaría ligado al club un par de meses más.

#### Deportivo Pasto
En diciembre de 2019, y de forma sorpresiva, asumió la dirección técnica del Deportivo Pasto tras estar 15 años en Patriotas Boyacá. Su primera temporada al frente del club fue exitosa, pues, además de sobrellevar la pandemia del Covid-19, logró clasificarlo a la Copa Sudamericana 2021, razón por la cual su contrato fue renovado; sin embargo, una temprana eliminación internacional y la irregularidad en el torneo local ocasionaron su salida el día 9 de abril de 2021.

#### Once Caldas
Recién iniciado el Torneo Finalización 2021 (Colombia) se fue a dirigir al equipo de Manizales tras la desvinculación de Eduardo Lara y la fallida contratación de Juan Cruz Real.
Su equipo debutó el domingo 5 de septiembre, en Manizales, recibiendo al Atlético Bucaramanga. El partido finalizó 1-1.
Su primera victoria se dio el jueves 30 de septiembre de ese año, cuando su equipo derrotó 0-1 al Deportivo Pasto en el estadio Departamental Libertad, correspondiente a la jornada 12.
Tras la derrota del equipo 'blanco', 1-2 contra Águilas Doradas, el sábado 11 de febrero de 2023, la junta directiva del onceno manizaleño citó a una reunión extraordinaria urgente. En esta, se dio a conocer que, por mutuo acuerdo, Corredor dejaba de ser entrenador del 'blanco blanco'.

#### Atlético Huila
El 22 de agosto de 2023, llega al equipo opita.

## Clubes

### Como jugador
| Club                        | Temporada           | Liga                | Liga | Liga  | Copa Colombia | Copa Colombia | Copa Libertadores | Copa Libertadores | Total | Total |
| Club                        | Temporada           | Div.                | PJ.  | Goles | PJ.           | Goles         | PJ.               | Goles             | PJ.   | Goles |
| --------------------------- | ------------------- | ------------------- | ---- | ----- | ------------- | ------------- | ----------------- | ----------------- | ----- | ----- |
| Deportes Tolima · Colombia  | 1999-03             | 1.ª                 | 49   | 1     | Inexistente   | Inexistente   | Inexequible       | Inexequible       | 49    | 1     |
| Atlético Huila · Colombia   | 2003                | 1.ª                 | 0    | 0     | Inexistente   | Inexistente   | Inexequible       | Inexequible       | 0     | 0     |
| Patriotas Boyacá · Colombia | 2004-11             | 2.ª                 | 50   | 7     | Desconocido   | Desconocido   | Inexequible       | Inexequible       | 50    | 7     |
| Total en su carrera         | Total en su carrera | Total en su carrera | 99   | 8     | 0             | 0             | 0                 | 0                 | 99    | 8     |

### Como formador
| País     | Club             | Año       |
| -------- | ---------------- | --------- |
| Colombia | Patriotas Boyacá | 2012-2013 |

### Como asistente técnico
| Equipo                      | AT de:         | Periodo | Periodo |
| Equipo                      | AT de:         | Desde   | Hasta   |
| --------------------------- | -------------- | ------- | ------- |
| Patriotas Boyacá · Colombia | Julio Comesaña | 2013    | 2014    |
| Patriotas Boyacá · Colombia | Harold Rivera  | 2014    | 2016    |

### Como entrenador
| Equipo                      | Div.                | Temporada           | Liga | Liga | Liga | Liga |    | Copa | Copa | Copa | Copa |   | Internacional | Internacional | Internacional | Internacional |   | Otros | Otros | Otros | Otros |     | Totales     | Totales | Totales | Totales | Totales | Totales | Totales | Totales |
| Equipo                      | Div.                | Temporada           | PD   | G    | E    | P    | PD | G    | E    | P    | PD   | G | E             | P             | PD            | G             | E | P     | PD    | G     | E     | P   | Rendimiento | GF      | GC      | Dif.    |         |         |         |         |
| --------------------------- | ------------------- | ------------------- | ---- | ---- | ---- | ---- | -- | ---- | ---- | ---- | ---- | - | ------------- | ------------- | ------------- | ------------- | - | ----- | ----- | ----- | ----- | --- | ----------- | ------- | ------- | ------- | ------- | ------- | ------- | ------- |
| Patriotas Boyacá · Colombia | 1.ª                 | A-2016 (e)          | 8    | 5    | 2    | 1    | 2  | 1    | 1    | 0    | -    | - | -             | -             | -             | -             | - | -     | 10    | 6     | 3     | 1   | 70%         | 16      | 12      | +4      |         |         |         |         |
| Patriotas Boyacá · Colombia | 1.ª                 | 2017                | 40   | 9    | 18   | 13   | 12 | 6    | 3    | 3    | 4    | 1 | 1             | 2             | -             | -             | - | -     | 56    | 16    | 22    | 18  | 41.67%      | 58      | 61      | -3      |         |         |         |         |
| Patriotas Boyacá · Colombia | 1.ª                 | 2018                | 40   | 13   | 12   | 15   | 4  | 0    | 2    | 2    | -    | - | -             | -             | -             | -             | - | -     | 44    | 13    | 14    | 17  | 40.16%      | 36      | 48      | -12     |         |         |         |         |
| Patriotas Boyacá · Colombia | 1.ª                 | 2019                | 34   | 11   | 12   | 11   | 6  | 2    | 3    | 1    | -    | - | -             | -             | -             | -             | - | -     | 40    | 13    | 15    | 12  | 45%         | 42      | 50      | -8      |         |         |         |         |
| Patriotas Boyacá · Colombia | Total               | Total               | 122  | 38   | 44   | 40   | 24 | 9    | 9    | 6    | 4    | 1 | 1             | 2             | -             | -             | - | -     | 150   | 48    | 54    | 48  | 44%         | 152     | 171     | -19     |         |         |         |         |
| Deportivo Pasto · Colombia  | 1.ª                 | 2020                | 22   | 10   | 7    | 5    | 3  | 0    | 3    | 0    | 4    | 1 | 0             | 3             | -             | -             | - | -     | 29    | 11    | 10    | 8   | 49.42%      | 33      | 29      | +4      |         |         |         |         |
| Deportivo Pasto · Colombia  | 1.ª                 | A-2021              | 16   | 4    | 10   | 2    | -  | -    | -    | -    | -    | - | -             | -             | -             | -             | - | -     | 16    | 4     | 10    | 2   | 45.83%      | 17      | 16      | +1      |         |         |         |         |
| Deportivo Pasto · Colombia  | Total               | Total               | 38   | 14   | 17   | 7    | 3  | 0    | 3    | 0    | 4    | 1 | 0             | 3             | -             | -             | - | -     | 45    | 15    | 20    | 10  | 48.14%      | 50      | 45      | +5      |         |         |         |         |
| Once Caldas · Colombia      | 1.ª                 | F-2021              | 14   | 4    | 4    | 6    | -  | -    | -    | -    | -    | - | -             | -             | -             | -             | - | -     | 14    | 4     | 4     | 6   | 38.09%      | 14      | 21      | -7      |         |         |         |         |
| Once Caldas · Colombia      | 1.ª                 | 2022                | 40   | 13   | 17   | 10   | -  | -    | -    | -    | 2    | 0 | 0             | 2             | -             | -             | - | -     | 42    | 13    | 17    | 12  | 44.44%      | 40      | 41      | -1      |         |         |         |         |
| Once Caldas · Colombia      | 1.ª                 | A-2023              | 4    | 0    | 2    | 2    | -  | -    | -    | -    | -    | - | -             | -             | -             | -             | - | -     | 4     | 0     | 2     | 2   | 16.67%      | 2       | 4       | -2      |         |         |         |         |
| Once Caldas · Colombia      | Total               | Total               | 58   | 17   | 23   | 18   | -  | -    | -    | -    | 2    | 0 | 0             | 2             | -             | -             | - | -     | 60    | 17    | 23    | 20  | 41.11%      | 56      | 66      | -10     |         |         |         |         |
| Atlético Huila · Colombia   | 1.ª                 | F-2023              | 14   | 2    | 6    | 6    | -  | -    | -    | -    | -    | - | -             | -             | -             | -             | - | -     | 14    | 2     | 6     | 6   | 28.58%      | 14      | 18      | -4      |         |         |         |         |
| Atlético Huila · Colombia   | 2.ª                 | 2024                | 44   | 25   | 5    | 14   | 2  | 1    | 0    | 1    | -    | - | -             | -             | -             | -             | - | -     | 46    | 26    | 5     | 15  | 60.14%      | 58      | 37      | 21      |         |         |         |         |
| Atlético Huila · Colombia   | 2.ª                 | A-2025              | 22   | 11   | 6    | 5    | -  | -    | -    | -    | -    | - | -             | -             | -             | -             | - | -     | 22    | 11    | 6     | 5   | 59.09%      | 29      | 17      | 12      |         |         |         |         |
| Atlético Huila · Colombia   | Total               | Total               | 80   | 38   | 17   | 25   | 2  | 1    | 0    | 1    |      |   |               |               | -             | -             | - | -     | 82    | 39    | 17    | 26  | 54.47%      | 101     | 72      | 29      |         |         |         |         |
| Total en su carrera         | Total en su carrera | Total en su carrera | 298  | 107  | 101  | 90   | 29 | 10   | 12   | 7    | 10   | 2 | 1             | 7             | -             | -             | - | -     | 337   | 119   | 114   | 104 | 46.59%      | 359     | 354     | 5       |         |         |         |         |
| 1. 2.                       |                     |                     |      |      |      |      |    |      |      |      |      |   |               |               |               |               |   |       |       |       |       |     |             |         |         |         |         |         |         |         |

## Palmarés
Como Jugador
| Título    | Club             | País     | Año  |
| --------- | ---------------- | -------- | ---- |
| Primera B | Patriotas Boyacá | Colombia | 2011 |